# Penrose-Goldmedaille
Die Penrose-Goldmedaille (englisch R.A.F. Penrose Gold Medal) der Society of Economic Geologists (SEG) ist ein seit 1923 für ein herausragendes Lebenswerk oder originelle Beiträge in den Geowissenschaften vergebener Preis. Dazu zählen auch zum Beispiel die Entdeckung von Lagerstätten. Sie wird mindestens alle drei Jahre vergeben. Sie ist nach R. A. F. Penrose benannt.
Es gibt auch die Penrose-Medaille der Geological Society of America.

## Preisträger
- 1924 Thomas Chrowder Chamberlin
- 1928 Johan Herman Lie Vogt
- 1928 Waldemar Lindgren
- 1931 David White
- 1933 Louis de Launay
- 1935 Charles Kenneth Leith
- 1939 Reno H. Sales
- 1942 William H. Emmons
- 1944 Walter Curran Mendenhall
- 1947 Bert S. Butler
- 1950 Louis Caryl Graton
- 1952 Paul Fourmarier
- 1956 Donnel F. Hewett
- 1959 John S. Brown
- 1962 Alan M. Bateman
- 1965 Thomas S. Lovering
- 1968 Guilbert H. Cady
- 1971 Haddon King
- 1974 Charles A. Anderson
- 1976 Harold L. James
- 1978 Paul Ramdohr
- 1982 Charles Meyer
- 1985 Eugene N. Cameron
- 1987 Duncan R. Derry
- 1988 Edwin W. Roedder
- 1989 Desmond A. Pretorius
- 1991 William C. Kelly
- 1992 Donald E. White
- 1993 Richard L. Stanton
- 1994 Paul B. Barton
- 1995 Heinrich D. Holland
- 1997 Spencer R. Titley
- 1998 John M. Guilbert
- 1999 J. Julian Hemley
- 2000 Alberto Benavides de la Quintana
- 2001 Hubert L. Barnes
- 2002 Anthony J. Naldrett
- 2003 J. David Lowell
- 2004 Richard W. Hutchinson
- 2005 Brian J. Skinner
- 2006 Stephen E. Kesler
- 2007 Michael Solomon
- 2008 Marco T. Einaudi
- 2009 David I. Groves
- 2010 David L. Leach
- 2011 Robert J. Kerrich
- 2012 Robert O. Rye
- 2013 Noel C. White
- 2014 James McWillie Franklin
- 2015 Richard H. Sillitoe
- 2016 Steven D. Scott
- 2017 Christoph A. Heinrich
- 2018 Anthony E. Williams-Jones
- 2020 Richard H. Sibson
- 2021 Lawrence M. Cathles
- 2022 Ross Large
- 2023 Richard J. Goldfarb
- 2024 Holly J. Stein
- 2025 Sarah-Jane Barnes